# Troglodyte balafré
Cantorchilus leucopogon
Espèce
Synonymes
- Thryophilus leucopogon Salvadori & Festa, 1899[2]
- Thryothorus leucopogon (Salvadori & Festa, 1899)[3]

Répartition géographique
Statut de conservation UICN

 LC  : Préoccupation mineure
Le Troglodyte balafré (Cantorchilus leucopogon) est une espèce d'oiseaux de la famille des Troglodytidae. Cet oiseau peuple le Tumbes-Chocó-Magdalena.

## Systématique
L'espèce Cantorchilus leucopogon a été initialement décrite en 1899 par les ornithologues italiens Tommaso Salvadori (1835-1923) et Enrico Festa (1868-1939) sous le protonyme de Thryophilus leucopogon.

## Liste des sous-espèces
Selon la classification de référence du Congrès ornithologique international (version 11.2, 2021) :
- sous-espèce Cantorchilus leucopogon grisescens (Griscom, 1932)
- sous-espèce Cantorchilus leucopogon leucopogon (Salvadori & Festa, 1899)

## Étymologie
Son épithète spécifique, du grec ancien λευκός, leukós, « blanc » et πώγων, pôgôn, « barbe », lui a été donnée en référence aux plumes blanches présentes sur sa gorge. 

## Publication originale
- (it) T. Salvadori et E. Festa, « Viaggio del Dr. Enrico Festa nell'Ecuador. XX. Uccelli ; Parte Prima - Passeres oscines », Bollettino dei Musei di Zoologia ed Anatomia Comparata della R. Università di Torino, Turin, Inconnu, vol. 15, no 357,‎ 10 août 1899, p. 1-31 (ISSN 0393-4683 et 0393-4683, OCLC 4659979, lire en ligne).